# Zenón Herrero
Zenón Herrero y Pérez fue un pintor español del siglo XIX.

## Biografía
Pintor natural de la localidad de Sotobañado, en la provincia de Palencia, fue discípulo de la Escuela superior de Pintura y de Domingo Valdivieso. En la Exposición de Madrid de 1876 presentó Escena de la vida artística y La lección de guitarra. En anteriores Exposiciones de Valladolid figuraron también obras suyas. Arturo Caballero Bastardo le considera «el adalid del realismo en Palencia».